# Jacques Servin
Jacques Servin, aussi connu comme Andy Bichlbaum, né en 1963, est l'un des principaux membres de The Yes Men, un groupe d'activistes de la culture jamming. Leurs aventures sur la correction de l'identité sont documentées dans les films The Yes Men, Les Yes Men refont le monde et Les Yes Men se révoltent. Comme Ray Thomas, il est le cofondateur de RTMark.
Servin est un ancien employé de Maxis. Il a été congédié après avoir secrètement ajouté un code dans le jeu SimCopter qui montrerait des hommes en train de s'embrasser. Quand le scandale éclata, une tempête médiatique s'abattit sur Servin, qui lui inspira les débuts de RTMark.
Servin est également l'auteur de deux livres de contes,, publiés avec FC2.
Originaire de Tucson, en Arizona, Servin est professeur à la Parsons The New School for Design.
Il est ouvertement gay.